# Šandrin
Il Šandrin (in russo  Шандрин?) è un fiume della Siberia Orientale. Scorre nell'Allaichovskij ulus della Sacha (Jacuzia), in Russia, e sfocia nel canale laterale Kolymskaja del delta dell'Indigirka.
Il fiume ha origine dai laghi Orgolër alle pendici settentrionali degli Ulachan-Sis, ad un'altitudine di oltre 146 metri sul livello del mare tra le sorgenti della Bol'šaja Ėrča e della Malaja Ėrča (che scorrono in direzione ovest), e scorre in direzione nord-est, poi prevalentemente nord fino a incontrare il delta dell'Indigirka. La sua lunghezza è di 414 km, l'area del bacino è di 7 570 km². Il suo maggior affluente (da destra) è il Tilech (lungo 135 km).